# Dirección General de Asuntos Constitucionales y Coordinación Jurídica
La Dirección General de Asuntos Constitucionales y Coordinación Jurídica (DGACCJ) es el órgano directivo del Ministerio de la Presidencia, Justicia y Relaciones con las Cortes, adscrito a la Secretaría de Estado de Relaciones con las Cortes y Asuntos Constitucionales, que se encarga de todos los asuntos que de alguna forma tengan trascendencia constitucional.
En concreto, es responsable de la realización de trabajos, estudios y propuestas de carácter monográfico o singular relativos a asuntos de relevancia constitucional; el apoyo al secretario de Estado en relación con las reuniones de la Comisión General de Secretarios de Estado y Subsecretarios, así como de las reuniones de las Comisiones Delegadas del Gobierno o Comisiones Interministeriales en las que participe; y la asistencia al Ministerio de Asuntos Exteriores, Unión Europea y Cooperación, en la elaboración de alegaciones, informes y propuestas relativos a asuntos de relevancia constitucional para dar respuesta a ejercicios de evaluación de organizaciones supranacionales, sin perjuicio de la participación de otras unidades de este y otros Ministerios.
La actual titular es, desde el 27 de abril de 2022, María del Camino Vidal Fueyo, doctora en Derecho, profesora de Derecho Constitucional y letrada del Tribunal Constitucional.

## Origen
La dirección general se crea por primera vez en abril de 2008 como un órgano de nueva creación con el objetivo de reforzar las funciones de coordinación, información y asistencia al Gobierno en sus relaciones con el Parlamento y otros poderes del Estado en materias referidas al orden constitucional. Llamada entonces Dirección General de Coordinación Jurídica, el órgano directivo se componía de dos subdirecciones generales: una «de Régimen Constitucional» y otra «de Estudios y Propuestas Normativas». Se suprimió en diciembre de 2011, pasando sus funciones a la Subdirección General de Propuestas Normativas y Documentación Parlamentaria de la Dirección General de Relaciones con las Cortes y al Secretariado del Gobierno.
Casi catorce años después, en enero de 2020, se recupera ahora llamada Dirección General de Asuntos Constitucionales y Coordinación Jurídica para reforzar las funciones que poseía la Secretaría de Estado de Relaciones con las Cortes en todo lo relativo a los asuntos que afectasen a la Constitución española de 1978 y su régimen constitucional. A mediados del mismo mes se estableció su estructura y funciones, adscribiéndosele una única Subdirección General de Régimen Constitucional que asumió las funciones tradicionales de su primera etapa y recuperó las funciones del Secretariado del Gobierno relativas al seguimiento y la realización de informes sobre las cuestiones constitucionales que puedan suscitarse en relación con las distintas iniciativas parlamentarias.

## Estructura y funciones
La dirección general posee únicamente una subdirección general, a través de la cual ejerce sus funciones:
- La Subdirección General de Régimen Constitucional, a la que le corresponde el asesoramiento al secretario de Estado y a cualquier otro órgano del Ministerio en la coordinación de los asuntos de relevancia constitucional; la realización de estudios relacionados con las iniciativas de reforma constitucional y de reforma de los Estatutos de Autonomía; el seguimiento y estudio, en el ámbito de la Secretaría de Estado, de todas aquellas cuestiones constitucionales que puedan suscitarse en relación con las distintas iniciativas normativas, tanto durante la tramitación administrativa, como en fase parlamentaria; el seguimiento y estudio en el ámbito de la Secretaría de Estado respecto de las decisiones del Tribunal Constitucional y de las jurisdicciones supranacionales e internacionales que afecten al régimen constitucional español; el seguimiento y estudio en el ámbito de la Secretaría de Estado respecto de las iniciativas y decisiones de los órganos constitucionales o de otros organismos públicos que afecten al régimen constitucional español; el seguimiento y estudio en el ámbito de la Secretaría de Estado respecto de los procedimientos que se sustancien ante el Tribunal Constitucional en los que el Gobierno sea parte; y la coordinación con la Dirección General de Relaciones con las Cortes para el estudio y valoración de los asuntos que afecten al régimen constitucional español.

## Directores generales
Hasta el día de hoy, tres personas han ocupado la titularidad de este órgano:
1. José Luis Rodríguez Álvarez (2008-2009)[9]
2. María Ángeles Ahumada Ruiz (2009-2011)[10]
3. Laura Díez Bueso (2020-2022)[11]
4. María del Camino Vidal Fueyo (2022-presente)[2]